# Манейро, Давид
Давид Манейро Тон (кат. David Maneiro Ton; 17 февраля 1989) — андоррский футболист, игравший на позиции защитника. Выступал в сборной Андорры. Ранее выступал за клуб «Андорра».

## Биография

### Клубная карьера
С 2008 года по 2013 год являлся игроком клуба «Андорра» из Андорра-ла-Вельи, которая играла в низших дивизионах Испании. В 2013 году перешёл в команду «Унио Эспортива Санта-Колома», которая выступает в чемпионате Андорры. Становился серебряным призёром чемпионата Андорры. В составе команды провёл 5 матчей в отборочных этапах Лиги Европы.

### Карьера в сборной
Выступал за юношескую сборную Андорры до 17 лет и провёл 6 матча в турнирах УЕФА. За сборную до 19 лет сыграл 6 игр. В составе молодёжной сборной до 21 года провёл 8 игры в официальных турнирах УЕФА.
14 октября 2009 года дебютировал в национальной сборной Андорры в отборочном матче чемпионата мира 2010 против Украины (0:6), Манейро провёл весь поединок. В квалификации на чемпионат мира 2014 Давид сыграл в 1 матче.
Всего за сборную Андорры провёл 11 матчей.

## Достижения
- Серебряный призёр чемпионата Андорры (1): 2013/14
- Бронзовый призёр чемпионата Андорры (1): 2014/15